# Magda Bolumar Chertó
Magda Bolumar Chertó (Caldes d'Estrac, 1 d'octubre de 1936) és una artista plàstica catalana, vinculada a les avantguardes artístiques de les dècades centrals del segle xx.

## Estudis i començaments
Bolumar va entrar l'any 1948 a l'estudi del pintor Rafael Estrany, deixeble de James Ensor, i posteriorment estudià a l'Escola d'Arts i Oficis de Mataró. L'any 1954 va contactar amb alguns membres del grup Dau al Set i amb l'escultor Moisés Villelia, un dels artífexs del grup Art Actual, amb qui es va casar l'any 1958, i iniciaren una recerca conjunta sobre els materials primaris en l'art. Va col·laborar estretament amb la revista Inquietud artística, en la qual es van publicar algunes de les seves obres. Va mantenir amistat i relació artística amb artistes com Joan Brossa i el crític Cirici Pellicer, entre d'altres.

## Carrera i obra
Aquesta artista va ser especialment coneguda per les Xarpelleres, que va exposar per primera vegada a Barcelona l'any 1960, construccions fetes amb teixit de sac, és a dir, xarpelleres o arpilleres calades, cosides, lligades, estirades i tenyides. En les Xarpelleres la matèria i la textura tenen una especial importància, la qual cosa connecta aquestes obres amb l'Informalisme. No obstant això, les obres de Magda Bolumar tenen un sentit essencialment constructivista, ja que l'estructura hi adquireix el protagonisme principal a partir de la tensió dels fils amb què són realitzades. Escrivia Cirici Pellicer que, a diferència de les obres d'artistes informalistes com ara Burri o Millares, davant del dramatisme o la denúncia "en l'obra de Magda Bolumar, el tèxtil serveix per a la construcció d'un nou cosmos, manifesta la necessitat de “reordenar” el món a través de la trama dels fils". Escrivia Maria Lluïsa Borràs que "les magnífiques xarpelleres d'aquesta artista manifesten un atorrollador alliberament de forces, cerebrals en la seva majoria, que desemboquen en tensions d'ordit en trama, estavellats o paral·lelismes reveladors d'un alliberament intel·lectiu, d'enginy i rigor constructiu". Tampoc l'artista veu la seva obra dins de l'Informalisme, però la necessitat de convertir les artistes en seguidores dels grans noms masculins, considerats per la història canònica com els únics vàlids, ha forçat el significat de la relació matèria-avantguarda, fent-la passar en aquest moment de l'art espanyol necessàriament per una lectura des de l'Informalisme". Amb el brodat de les seves «xarpelleres», Magda Bolumar busca acostar-se poèticament a la vida, com deia Joan Brossa en un text dedicat a un del quadres de l'artista, en què destacava el sentit líric d'aquestes estructures tèxtils: «El marc/ fa de tambor/per a brodar el sac» (Brossa, 1965).
L'any 1960 Magda Bolumar va rebre l'esment d'honor de l'II Premi Granollers de Pintura, sent aquest un període important per a l'artista, ja que realitza diverses exposicions individuals i col·lectives. L'any 1970 participa en la mostra "100 artistes dintre de la ciutat", que es va realitzar a París. Al començament de la dècada de 1970 Magda Bolumar i Villelia es van traslladar a viure a l'Equador. Al seu retorn a Espanya Bolumar va seguir treballant amb arpilleres i també realitzant dibuixos i investigant en la creació de peces d'esmalts al gran foc, però la seva presència a les sales d'exposicions, públiques i privades, ha estat molt limitada, de manera que es coneixen només dades soltes sobre la seva trajectòria i, com en altres casos de dones artistes, es fa necessari rastrejar la seva activitat en els estudis publicats sobre el seu marit.
El 2006 va ser comissària de l'exposició Quitu-Cara, una cultura entre dos hemisferis, en la qual es recollien les recerques que Villelia i Bolumar van realitzar durant la seva estada a Equador sobre l'ètnia Quitu-Cara.

### Obres destacades
- c. 1999 - [Sense títol] (oli sobre cartró), conservada al Museu de Mataró.[17]
- 1962 - Tapiz (pintura a l'oli i fil cosit sobre tela de sac), conservada a la Biblioteca Museu Víctor Balaguer.[17]

## Presència en col·leccions públiques
L'obra de Magda Bolumar Chertó es troba al MNAC, a la seva col·lecció sobre la segona avantguarda, al MACBA, al Museu de Granollers i a la Biblioteca Museu Víctor Balaguer, entre altres museus i institucions.